# ادریس شرایبی
ادریس شرایبی (به فرانسوی: Driss Chraïbi) نویسنده قرن بیستم میلادی اهل مراکش بود.